# Fivelandia 22
Fivelandia 22 è una raccolta di Cristina D'Avena di sigle di programmi per bambini, in onda sulle reti Mediaset, pubblicata il 19 novembre 2004, mentre il 26 settembre 2008 è uscita in formato digitale.

## Il disco
Fivelandia 22 è il ventiduesimo e ultimo volume della collana discografica nata nel 1983 con Fivelandia. La copertina presenta una grafica verde e bianca a spirale con la presenza di alcuni personaggi dei cartoni come Holly (di Holly e Benji) e Topo Gigio, una Cristina D'Avena disegnata da Matteo Mengacci e il titolo dell'album.
Il CD presenta semplicemente il logo e la stessa grafica della copertina, mentre sul retro dell'album vi è la tracklist dell'opera affiancata, nuovamente, dal logo e dalla caricatura dell'artista. Il booklet presente all'interno contiene tutti i testi e le informazioni in merito alla composizione musicale di ogni singola canzone.
Il disco presenta 20 tracce di cui 2 inediti, Alla ricerca del cristallo arcobaleno, del 1995 e Mille emozioni tra le pagine del destino per Marie Yvonne, del 1999. Inoltre per la prima volta su CD è pubblicata Natale con Licia (tratta dall'album Love me Licia e i Bee Hive). Tra i brani poi ci sono anche alcune sigle rimasterizzate (Benvenuta Gigì, Bentornato Topo Gigio, Buon Natale (dall'album Cri Cri), Lovely Sara, Teneramente Licia).
Questa sarà anche l'ultima produzione Mediaset ad essere distribuita da Sony Music Italia e in formato MC.

## Tracce
CD
Edizioni musicali RTI S.p.A..
1. He-Man and the Masters of the Universe – 3:14 (testo: Cheope, Giuseppe Anastasi – musica: Max Longhi, Giorgio Vanni)
2. Holly e Benji Forever – 3:07 (testo: Alessandra Valeri Manera – musica: Max Longhi, Giorgio Vanni)
3. Gira il mondo principessa stellare – 3:11 (testo: Alessandra Valeri Manera – musica: Danilo Aielli, Maurizio Perfetto)
4. Benvenuta Gigì – 2:59 (testo: Alessandra Valeri Manera – musica: Carmelo Carucci)
5. Nel meraviglioso mondo degli gnomi – 4:31 (testo: Alessandra Valeri Manera – musica: Franco Fasano)
6. Jacob due due – 2:43 (testo: Massimiliano Gusmini – musica: Massimiliano Gusmini, Michele Montestiroli)
7. Natale con Licia – 2:51 (testo: Alessandra Valeri Manera – musica: Giordano Bruno Martelli)
8. Spider-Man – 3:06 (testo: Alessandra Valeri Manera – musica: Max Longhi, Giorgio Vanni)
9. Bentornato Topo Gigio – 4:07 (testo: Alessandra Valeri Manera – musica: Carmelo Carucci)
10. Alla ricerca del cristallo arcobaleno – 3:35 (testo: Alessandra Valeri Manera – musica: Carmelo Carucci)
11. Re Artù, King Arthur – 3:12 (testo: Alessandra Valeri Manera – musica: Silvio Amato)
12. Buon Natale – 3:47 (testo: Alessandra Valeri Manera – musica: Carmelo Carucci)
13. Webdivers – 2:49 (testo: Riccardo Barberi, Luigi Vilardo – musica: Max Longhi, Giorgio Vanni, Cristiano Macrì)
14. Ascolta sempre il cuore Remì – 4:07 (testo: Alessandra Valeri Manera – musica: Franco Fasano)
15. Le fiabe più belle – 3:40 (testo: Alessandra Valeri Manera – musica: Silvio Amato)
16. Lovely Sara – 3:11 (testo: Alessandra Valeri Manera – musica: Giordano Bruno Martelli)
17. Zoids – 2:57 (testo: Alessandra Valeri Manera – musica: Max Longhi, Giorgio Vanni)
18. Mille emozioni tra le pagine del destino per Marie Yvonne – 4:00 (testo: Alessandra Valeri Manera – musica: Max Longhi, Giorgio Vanni)
19. Power Stone – 3:03 (testo: Fabrizio Berlincioni – musica: Sergio Dall'Ora, Sergio Lorandi, Fabio Venturini)
20. Teneramente Licia – 2:59 (testo: Alessandra Valeri Manera – musica: Carmelo Carucci)

Durata totale: 67:09

## Interpreti
| Interpreti       | Brano |
| ---------------- | --- |
| Cristina D'Avena | Holly e Benji forever, Gira il mondo principessa stellare, Benvenuta Gigì, Nel meraviglioso mondo degli gnomi, Natale con Licia, Bentornato Topo Gigio, Alla ricerca del cristallo arcobaleno, Buon Natale, Webdivers, Ascolta sempre il cuore Remì, Le fiabe più belle, Lovely Sara, Mille emozioni tra le pagine del destino per Marie Yvonne, Teneramente Licia |
| Giorgio Vanni    | He-Man and the Masters of the Universe, Holly e Benji Forever, Spider-Man, Zoids |
| Enzo Draghi      | Re Artù, King Arthur |
| Cavour           | Power Stone |
| Cristiano Macrì  | Webdivers |
| Peppino Mazzullo | Bentornato Topo Gigio |
| Giacinto Livia   | Jacob Due Due |

## Produzione opera
- Paolo Paltrinieri – produzione discografica e direzione artistica
- Marina Arena e Michele Muti – coordinamento
- Matteo Mengacci – disegno di Cristina D'Avena
- Giuseppe Spada – grafica
- Giamba Lizzori – mastering all'RTI Recording Studio di Cologno Monzese (MI)
- Clarissa D'Avena – promozione album